# Nagara (Chiba)
Nagara (長柄町?) è una cittadina giapponese della prefettura di Chiba.